# Javier Sampedro Pleite
Javier Sampedro Pleite (Madrid, 1960) es un científico y periodista español. Se doctoró en genética y biología molecular, y fue investigador del Centro de Biología Molecular Severo Ochoa de Madrid y del Laboratorio de Biología Molecular del Medical Research Council de Cambridge. En 1995 comenzó a publicar artículos de divulgación científica en El País, algunos de ellos recopilados en libro, y en el sitio web de ese periódico ha dirigido algunos blogs de contenido científico. Actualmente, sigue escribiendo columnas en El País y colaborando con Materia, la sección del mismo periódico.

## Publicaciones
- El siglo de la ciencia: nuestro mundo al descubierto (2009), Barcelona: Península ISBN 84-8307-900-3
- Deconstruyendo a Darwin, los enigmas de la evolución a la luz de la nueva genética (2006 [2002]), Barcelona: Crítica ISBN 84-8432-808-2
- ¿Con qué sueñan las moscas? (Ciencia sin traumas en 62 píldoras) (2004), Madrid: Aguilar, ISBN 84-03-09526-0